# Consonante líquida
Una consonante líquida es una clase de consonantes que incluye tanto a las consonantes laterales como a las consonantes vibrantes o róticas.

## Descripción
Tanto las laterales como las vibrantes tienen propiedades fonotácticas similares en muchas lenguas, por tanto, resulta útil agruparlas en una clase, la clase de las líquidas. Por ejemplo en muchas lenguas las líquidas son las consonantes que tienen una mayor libertad de ocurrencia en grupos consonánticos. En algunas lenguas como el japonés o el coreano existe un único fonema líquido que según el contexto se realiza como lateral o como vibrante, es decir, existen alófonos laterales y vibrantes de ese fonema.
En español y muchas otras lenguas europeas, existen fonemas laterales y róticos en oposición fonémica. En ataque silábico algunas variantes de español distinguen cuatro líquidas /l/, /ʎ/, /r/, /ɾ//, en posición de coda silábica la oposición se reduce a /l/ y /ɾ/ en la mayoría. Otras lenguas europeas como el italiano o el serbocroata tienen más de dos fonemas líquidos en oposición. Muchas lenguas con tres líquidas tienden a tener típicamente /l/, /ʎ/, /ɾ/ y lenguas como el ruso tienen sistemas poco frecuentes como /lʲ/, /l/, /rʲ/, /r/. 
Entre las lenguas del mundo lo más frecuente es que existan dos líquidas en oposición /l/, /ɾ/, excepto entre las lenguas indígenas de Norteamérica y las lenguas aborígenes de Australia. En Norteamérica, las lenguas suelen carecer de vibrantes y, por el contrario, existe una amplia variedad de laterales, aunque frecuentemente son obstruyentes y no aproximantes. La mayoría de lenguas aborígenes de Australia tienen un conjunto muy rico de líquidas, llegando algunas lenguas a tener siete líquidas diferentes (incluyendo dentales, alveolares, retroflejas, palatales y hasta tres vibrantes diferentes). Esta exuberancia de consonantes líquidas en las lenguas australianas compensa ampliamente el reducido número de vocales y la escasez de fricativas en estas lenguas.
Por otra parte, hay muchas lenguas amazónicas y del este de Norteamérica que carecen por completo de consonantes líquidas, y también algunas pocas de Asia y África. Las lenguas polinesias típicamente tienen una única líquida, que puede ser una lateral o una vibrante.

## Etimología
El gramático Dionisio de Tracia usó la palabra griega ὑγρος (hugros 'húmedo') para describir los sonidos /l,r,m,n/ del griego clásico.
La mayoría de comentaristas asumen que esta denominación se referiría al efecto "escurridizo" sobre la métrica del griego clásico, donde una líquida o nasal pueden aparecer como la segunda consonante de un grupo consonántico. El término hugros 'húmedo' fue objeto de un calco en latín como liquidae [consonantes], y de ahí el término heredado por la tradición lingüística europea.